# Estefanía Quinzani
Estefanía Quinzani (1457– 2 de enero de 1530) era una dominica italiana, estigmática y mística .

## Vida
Nació en 1457 en Brescia, Italia, Lorenzo de Quinzanis y su mujer, quién era un matrimonio pobre y piadoso . Su padre fue miembro de la Tercera orden de Santo Domingo cuando Estefanía era muy joven. Acompañándole en las visitas al monasterio dominico en Soncino, conoció al fraile estigmático Matthew Carrieri O.P., quién le instruyó en el catecismo. Carrieri le dijo que sería su heredera espiritual, una declaración que no entendió durante años. Empezó a recibir visiones de santos dominicos desde los siete años, y llegó al punto de hacer votos de pobreza, castidad y obediencia. En una aparición en 1464, Cristo se apareció, acompañado por la virgen y santos dominicos, Domingo de Guzmán, Tomás de Aquino, y Catalina de Siena, presentándose con un anillo de boda, significando su matrimonio místico. Carrieri murió cuándo Estefanía tenía 14 años; pronto después se la apareció en una visión, y ella recibió los estigmas.
Estefanía empezó a trabajar como criada para su supervivencia, pero continuó en su formación en la Tercera Orden, y a los 15 años hizo su ingreso en el priorato dominicano de Soncino. Su devoción a los pobres y enfermos le dirigió para fundar una comunidad de dominicas allí. Sirvió como su primera prioresa.
Su consejo estuvo buscado por muchos, incluyendo Ángela de Mérici, fundadora de las ursulinas, también Agustín Fangi, así como su amiga dominica y mística, Osanna de Mantua. Participó en varias etapas de la Pasión de Jesucristo, lo que estuvo atestiguado por 21 testigos en 1497 en un relato aún existente, escrito en lengua vernácula, y titulado Relazione dell'Estasi della Passione. Las fuentes declaran que a pesar de que Estefanía era "fea", tenía un cabello magnífico. A regañadientes de esta belleza, la sacó de raíz.
Estefanía tuvo una devoción particularmente intensa a Tomás de Aquino. De hecho, para superar la tentación de pensamientos en contra pureza, una vez se arrojó sobre una carreta de espinas imitando al Doctor Angelicus. Agotada por esta penitencia, rezó a Santo Tomás y, según la leyenda, fue ceñida por ángeles con una cuerda, que la ataron tan fuerte alrededor de su cintura que gritó de dolor.
Aunque no tenía entrenamiento teológico formal, podía hablar de teología mística al nivel más profundo. Es considerada una patrona de los teólogos. Se dice que ella podía leer los corazones y las mentes de las personas que la rodeaban, y tenía el don de profetizar y sanar. Ella vivía en un ayuno casi continuo. Ella predijo con precisión la fecha de su propia muerte, que ocurrió por causas naturales el 2 de enero de 1530.

## Veneración
La tumba de Estefanía se convirtió en un lugar de peregrinación casi de inmediato. Su intercesión a menudo se sintió en el convento que había fundado, donde las hermanas obtuvieron ayuda material y espiritual a través de su intercesión.
Su culto fue popularizado por los dominicos Bartolomé de Mantua y Batista de Salò, pero su biografía en latín se ha perdido, y solo una versión italiana posterior que combinó los dos textos ha sobrevivido. Su culto fue confirmado por el Papa Benedicto XIV el 14 de diciembre de 1740.